# Bartramia mexicana
Bartramia mexicana là một loài rêu trong họ Bartramiaceae. Loài này được Schimp. Müll. Hal. mô tả khoa học đầu tiên năm 1900.